# Аскінський район
А́скінський район (рос. Аскинский район; башк. Асҡын районы) — адміністративна одиниця Республіки Башкортостан Російської Федерації.
Адміністративний центр — село Аскіно, розташоване за 213 км від Уфи.

## Історія
Район утворений в серпні 1930 року.

## Населення
Населення району становить 18115 осіб (2019, 21272 у 2010, 24464 у 2002).
У національному складі району переважають башкири (70,9 %), татари (17,6 %) та росіяни (10,5 %).

## Географічне положення і клімат
Муніципальний район розташований на правобережжі річки Уфа, уздовж межі Башкирії з Пермським краєм і Свердловською областю, площа його території становить 2542 км².
Абсолютний максимум температури склав +36 °C, абсолютний мінімум −54 °C.

## Адміністративно-територіальний поділ
На території району утворено 15 сільських поселень, які називаються сільськими радами:
| Поселення                     | Площа, км² | Населення, осіб (2002) | Населення, осіб (2010) | Населення, осіб (2019) | Центр          | Населені пункти |
| ----------------------------- | ---------- | ---------------------- | ---------------------- | ---------------------- | -------------- | --------------- |
| Арбашевська сільська рада     | 50,48      | 713                    | 454                    | 314                    | Арбашево       | 2               |
| Аскінська сільська рада       | 391,21     | 8768                   | 8402                   | 7967                   | Аскіно         | 10              |
| Євбуляцька сільська рада      | 104,25     | 1083                   | 901                    | 710                    | Євбуляк        | 7               |
| Казанчинська сільська рада    | 186,64     | 1390                   | 1147                   | 860                    | Старі Казанчі  | 8               |
| Карткісяківська сільська рада | 62,50      | 676                    | 512                    | 395                    | Карткісяк      | 1               |
| Кашкинська сільська рада      | 242,77     | 2115                   | 1744                   | 1370                   | Кашкино        | 5               |
| Ключівська сільська рада      | 67,21      | 590                    | 419                    | 307                    | Ключі          | 3               |
| Кубіязівська сільська рада    | 167,70     | 1759                   | 1463                   | 1316                   | Кубіязи        | 4               |
| Кунгаківська сільська рада    | 233,34     | 804                    | 658                    | 474                    | Кунгак         | 4               |
| Кшлау-Єлгинська сільська рада | 257,40     | 1347                   | 1185                   | 994                    | Кшлау-Єлга     | 6               |
| Мутабашівська сільська рада   | 115,59     | 837                    | 685                    | 366                    | Старий Мутабаш | 7               |
| Петропавловська сільська рада | 131,43     | 1272                   | 1049                   | 824                    | Петропавловка  | 8               |
| Султанбековська сільська рада | 305,81     | 770                    | 702                    | 635                    | Султанбеково   | 3               |
| Урміязівська сільська рада    | 145,75     | 1804                   | 1489                   | 1181                   | Урміязи        | 5               |
| Усть-Табаська сільська рада   | 80,01      | 567                    | 462                    | 402                    | Усть-Табаска   | 1               |

## Найбільші населені пункти
| №  | Населений пункт | Населення, осіб (2002) | Населення, осіб (2010) |
| -- | --------------- | ---------------------- | ---------------------- |
| 1  | Аскіно          | 6 853                  | 6 918                  |
| 2  | Кубіязи         | 1 329                  | 1 212                  |
| 3  | Кашкино         | 952                    | 843                    |
| 4  | Старі Казанчі   | 725                    | 631                    |
| 5  | Кунгак          | 718                    | 602                    |
| 6  | Урміязи         | 684                    | 583                    |
| 7  | Карткісяк       | 676                    | 512                    |
| 8  | Кігази          | 640                    | 468                    |
| 9  | Усть-Табаска    | 567                    | 462                    |
| 10 | Султанбеково    | 493                    | 459                    |

## Господарство
Економіка району має сільськогосподарський і лісопромисловий напрям. Сільськогосподарські угіддя займають 92,8 тис. га (36,7 % загальній площі району), з них рілля — 66,7, пасовища — 18,7 тис. га. Напрям сільського господарства визначають обробіток озимого жита, ярової пшениці, картоплі, розведення молочно-м'ясних порід великої рогатої худоби і свиней. У селі Аскіно працюють овочесушильний і маслосироробний заводи, РТП.
Площа Аскінського лісгоспу (126 тис. га) зосереджує 16 981 тис. м³ деревини (зокрема 6300 тис. м³ хвойних порід), з яких 8700 тис. м³ відноситься до стиглих і перестоям насаджень. Лісозаготівлі ведуться, головним чином, в межиріччі Сарс-Аяз, де діє лісопункт Аскінського ліспромгоспу. У лісах, що примикають до середнього перебігу річки Тюй, заготівлею деревини займаються лісопункти Талогівського ліспромгоспу.

### Транспорт
Транспортний зв'язок району з Уфою здійснюється автодорогою Аскіно—Явгільдіно (далі через Бірськ і Благовіщенськ).

### Соціальна сфера
У районі діють 51 загальноосвітня школа, зокрема 15 середніх; Аскінське професійне училище, 29 масових бібліотек, 54 клубних установи, 4 лікарні. Видається газета російською і татарською мовами «Надежда» — «Ышаныс».

## Відомі особистості
У районі народилась Даянова Таскіра Байрамівна — башкирська дитяча письменниця, драматург.